# Перхлорат лютеция
Перхлорат лютеция — неорганическое соединение,
соль лютеция и хлорной кислоты с формулой Lu(ClO4)3,
бесцветные кристаллы,
растворяется в воде,
образует кристаллогидраты.

## Физические свойства
Перхлорат лютеция образует бесцветные кристаллы
Растворяется в воде и метаноле.
Образует кристаллогидраты состава Lu(ClO4)3•n H2O, где n = 3, 4 и 6.